# Село Дубровского Отделения Сельхозтехники
Дубровского Отделения Сельхозтехники — село в Думиничском районе Калужской области. Входит в состав сельского поселение «Деревня Дубровка».

## География
Находится на юге центральной части Калужской области, в зоне хвойно-широколиственных лесов, на расстоянии примерно 9 километров (по прямой) к югу от рабочего посёлка Думиничи, административного центра района.

### Климат
Климат характеризуется как умеренно континентальный, с тёплым летом и умеренно морозной снежной зимой. Среднегодовая многолетняя температура воздуха составляет 4 — 4,6 °С. Средняя температура воздуха самого тёплого месяца (июля) — 18 °C (абсолютный максимум — 39 °C); самого холодного (января) — −10 — −8,9 °C (абсолютный минимум — −46 °C). Безморозный период длится в среднем 149 дней. Среднегодовое количество атмосферных осадков составляет 654 мм, из которых 441 мм выпадает в период с апреля по октябрь. Снежный покров держится в течение 130—145 дней.

### Часовой пояс
Село Дубровского Отделения Сельхозтехники, как и вся Калужская область, находится в часовой зоне МСК (московское время). Смещение применяемого времени относительно UTC составляет +3:00.

## Население
| 2002 | 2010 |
| ---- | ---- |
| 148  | ↘140 |

### Национальный состав
Согласно результатам переписи 2002 года, в национальной структуре населения русские составляли 98 %.

## Инфраструктура
В селе 4 улицы — Лесная, Липовая, Молодежная, Поселковая.

## Достопримечательности
Памятник Трактору Универсал-2.